# Municipio de Jackson (condado de Madison, Indiana)
El municipio de Jackson (en inglés, Jackson Township) es un municipio del condado de Madison, Indiana, Estados Unidos. Tiene una población estimada, a mediados de 2022, de 1971 habitantes.

## Geografía
Está ubicado en las coordenadas 40°08′28″N 85°49′03″O / 40.14111, -85.81750 (40.141247, -85.817375). Según la Oficina del Censo, tiene una superficie total de 75.1 km², de los cuales 74.9 km² corresponden a tierra firme y (0.29%) 0.2 km² están cubiertos de agua.

## Demografía
Según el censo de 2020, en ese momento había 1954 personas residiendo en la zona. La densidad de población era de 26.0 hab./km². El 93.1% de los habitantes eran blancos, el 0.4% eran afroamericanos, el 0.2% eran amerindios, el 0.6% eran asiáticos, el 0.7% eran de otras razas y el 5.0% eran de una mezcla de razas. Del total de la población el 2.25% eran hispanos o latinos de cualquier raza.